# Ficus microclada
Ficus microclada är en mullbärsväxtart som beskrevs av Armando Dugand. Ficus microclada ingår i släktet fikonsläktet, och familjen mullbärsväxter. Inga underarter finns listade i Catalogue of Life.